# Велика Беговица
Велика Беговица (1876-1878) је била жена-хајдук рођена у Малотину. (Козјаском региону) који је био под турском влашћу (данас део Северне Македоније), активна у време Српско-турског рата (1876-78).